# 대한민국-멕시코 관계
대한민국과 멕시코 양국은 1962년에 수교하였다.

## 상세
대한민국과 멕시코는 수교 이전 별다른 관계가 없었으나, 1905년 조선인들이 멕시코로 이민을 간 적이 있다. 당시 이들은 주로 멕시코시티와 과달라하라에서 거주하였다. 이들은 용설란 농장에서 고된 강제노동을 해야 했으며, 대한제국과 포르피리아토(멕시코 공화국) 간 외교적 관계가 전혀 수립되어 있지 않았기에 어려움을 겪었다. 또한 이들은 고국에 귀향하려고 하였으나 한일병합가 이뤄짐에 따라서 멕시코에 거주를 결정하게 된다.

### 정무

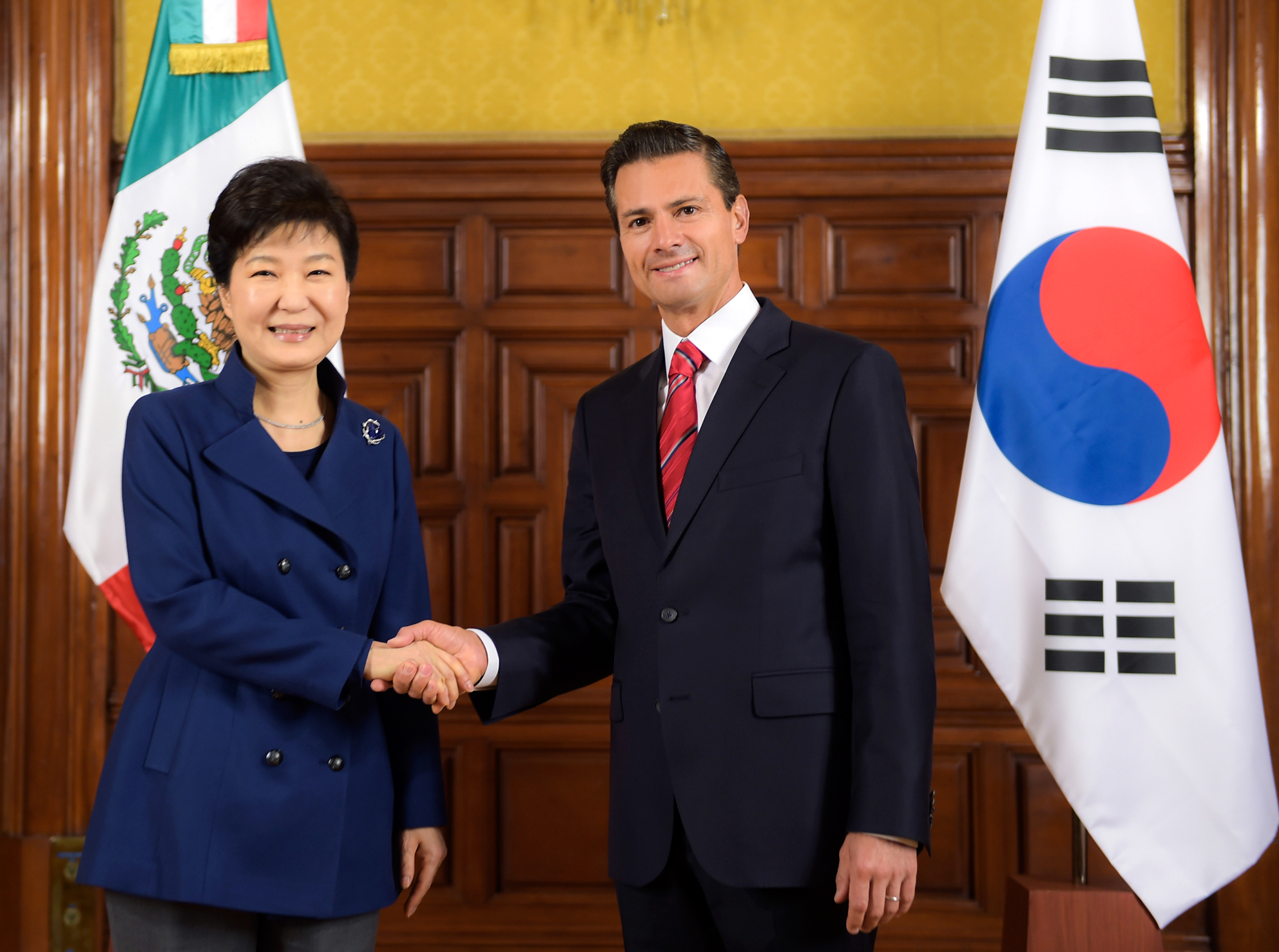
박근혜 대통령과 엔리케 페냐 니에토 대통령 (2016년)

6.25 전쟁 당시 한국을 도운 우방국 중 하나였으며 멕시코는 한국 전쟁 때 UN 정회원국으로서 UN의 대한(對韓)지원 결의에 따라 물자 지원을 하였다. 1962년에 수교 이후 멕시코의 수도 멕시코시티에 주멕시코 한국대사관이 개설되어 있으며, 벨리즈와 자메이카에 대한 업무를 겸임한다. 서울특별시에도 주한 멕시코 대사관이 개설되어 있으며, 이 대사관은 몽골과 조선민주주의인민공화국을 겸임하고 있다.

### 무역
대한민국의 대(對)멕시코 수출은 97억2905억USD, 멕시코의 대(對)대한민국 수출은 23억1569만USD(각 2011년)에 달하여, 멕시코는 대한민국에 있어서 제12위의 수출국이자 제32위의 수입국이다. 모두 11,800 명(재외국민 10,924 명, 시민권자 876 명)의 한민족들이 멕시코에 거주(2010년 12월 기준)하고 있다. 두 국가 간 자유 무역 협정 협상이 이뤄지고 있다.

### 의료
한국 정부와 멕시코 정부가 합의하여 한멕 우정병원을 멕시코 유카탄주에 설립하였으며, 의료 지원 분야에서 협력하고 있다.

### 문화
K-pop과 한국 문화가 2010년대 이후로 유행하여 멕시코 내에서 관심을 이끌고 있다.

## 같이 보기
- 재멕시코 한국인
- 6·25 전쟁의 멕시코인, 멕시코계 미국인 참전 용사
- 대한민국의 대외 관계
- 주멕시코 대한민국 대사관
- 멕시코의 대외 관계
- 주한 멕시코 대사관